# Вегетаріанство

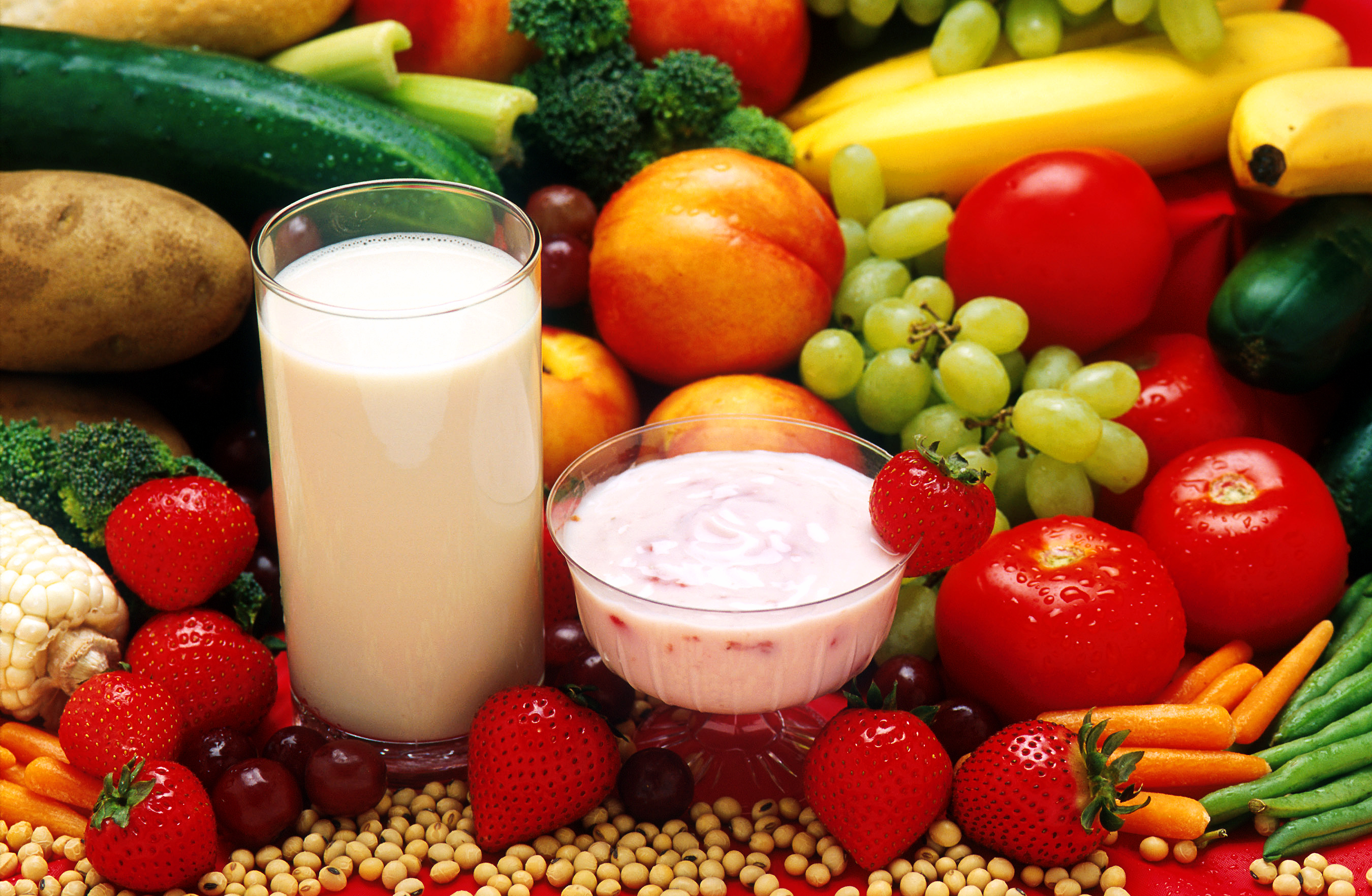
Вегетаріанські продукти

Вегетаріа́нство, вегетарíйство (іноді також веґетарія́нство, вегетарія́нство) — спосіб харчування, при якому людина не вживає м'ясо, птицю, рибу та морепродукти.
Прибічники вегетаріанства обґрунтовують свій вибір різними причинами: етичними, релігійними, екологічними, економічними, естетичними, а також наміром покращити стан здоров'я. Існує кілька видів вегетаріанства: лакто-вегетаріанці вживають молочні продукти, лакто-ово-вегетаріанці вживають яйця та молочні продукти, ово-вегетаріанці вживають яйця, а вегани не вживають і не використовують нічого тваринного походження.

## Різновиди вегетаріанства

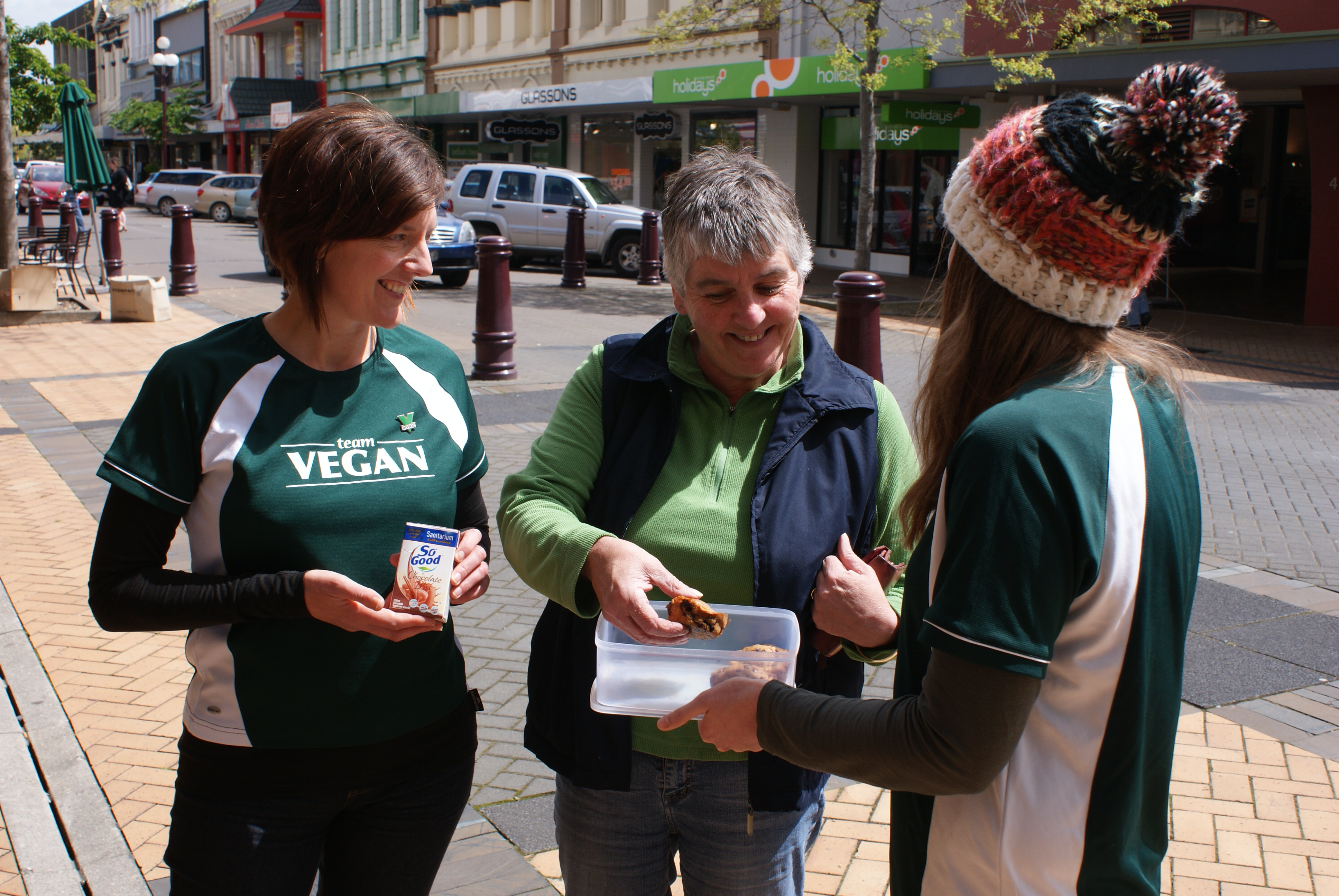
Пропозиція спробувати випічку зі соєвого молока під час Всесвітнього дня вегана.

Вегетаріанці практикують різні дієтичні обмеження. Класичне вегетаріанство, дозволяє споживати яйця та молочні продукти. Лакто-вегетаріанство не передбачає вживання яєць, а ово-вегетаріанство — молока. Багато мешканців Азії, особливо Індії, що є прихильниками вайшнавізму та буддизму, належать до лакто-вегетаріанців, тобто вживають молоко, сметану, сир, кефір. Лакто-вегетарінства дотримувалися піфагорейці. Існують деякі інші, менш поширені сучасні види вегетаріанства (ово-), за яких дозволяється вживання яєць.
Сучасні погляди на вегетаріанство дещо різняться від класичних у зв'язку зі значним розвитком молочної і яєчної індустрій, де застосовується насильство до корів та курей, яких штучно запліднюють, пожиттєво експлуатуюють та врешті-решт вбивають. Тому більшість етичних вегетаріанців, особливо в розвинених країнах, переходять на веганство. Вегани споживають винятково їжу рослинного походження та, зазвичай, бойкотують усю продукцію, для виробництва якої в той чи інший спосіб використовувалися продукти тваринного походження (одяг, засоби гігієни, косметика тощо). Прихильники веганства також іноді не вживають мед та желатин.
|                          | М'ясо (+ риба і морепродукти) | Яйця | Молоко |
| ------------------------ | ----------------------------- | ---- | ------ |
| Лакто-ово-вегетаріанство | Ні                            | Так  | Так    |
| Лакто-вегетаріанство     | Ні                            | Ні   | Так    |
| Ово-вегетаріанство       | Ні                            | Так  | Ні     |
| Веганство                | Ні                            | Ні   | Ні     |

Існує також низка невегетаріанських дієт, у яких допускається обмежене вживання їжі, отриманої шляхом вчинення насильства, але повністю не забороняється. Зокрема:
- Пескетаріанство (англ. pescetarianism) — відмова від червоного м'яса. Вживання риби та морських продуктів.
- Поллотаріанство (англ. pollotarianism) — відмова від червоного м'яса. Вживання риби та білого пташиного м'яса.
- Флекситаріанство (англ. Flexitarianism) — помірне або епізодичне вживання у їжу м'яса, птахів, риби, морських продуктів.

## Історія

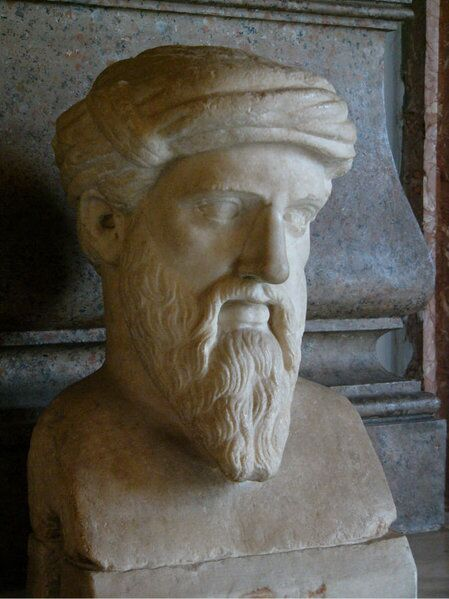
Піфагор

Вегетаріанство практикувалося протягом тисячоліть у країнах, де були розповсюджені такі релігії, як буддизм, індуїзм, джайнізм. Вегетаріанцями також були прихильники деяких філософських шкіл, наприклад, піфагорійці. В Індії, за різними даними, вегетаріанцями є від 15 % до 80 % усього населення країни. Тому до появи терміна «вегетаріанство» ця дієта мала назву «індійської» або «піфагорейської».
Першими термін «вегетаріанець» почали використовувати 1842 року засновники «Британської вегетаріанської спілки». За основу взяли латинське «vegetus», що означає «міцний, здоровий, свіжий, бадьорий». За іншою версією — від латинського слова «vegetalis» — «рослинний».
Наприкінці ХХ сторіччя вегетаріанство поширилося серед деяких політичних груп, таких як прихильники руху straight edge і серед анархістів.

## Причини
До поширених причин, через які люди стають вегетаріанцями, належать:
- релігійні переконання (буддизм, індуїзм, джайнізм, деякі напрямки християнства — наприклад адвентисти сьомого дня та ін.);
- етичні причини;
- збереження та/або покращення здоров'я;
- економічні причини — переконаність у тому, що вегетаріанська дієта допомагає заощаджувати кошти, що витрачаються на споживання м'ясних продуктів;
- екологічні причини — знищення природних ресурсів;
- алергія на тваринні продукти та не прийняття їх організмом;
- недоступність деяких продуктів тваринного походження (зустрічається найчастіше у країнах з високим рівнем бідності);
- соціальні причини (голод в інших країнах).

### Економічні причини
Люди, які стали вегетаріанцями з економічних міркувань, поділяють точку зору, що споживання м'яса економічно невиправдано, враховуючи його негативний вплив на здоров'я населення та високі ціни на м'ясну продукцію, що роблять його маловживаним для боротьби з голодом у світі.
До економічних мотивів належить також бажання скоротити особисті витрати.
Відома також історія про те, що Бенджамін Франклін став вегетаріанцем, взявши до уваги, крім дієтичних міркувань, міркування економії грошей: так він міг витрачати зекономлені кошти на книги. Але є й протилежні думки, тому що вегетаріанська дієта передбачає збалансоване харчування для отримання всіх необхідних корисних речовин для здоров'я людини.

### Екологічне вегетаріанство
Однією з причин, через які люди стають вегетаріанцями, є екологічні міркування, оскільки виробництво м'яса в сучасних умовах і масштабах — одна з причин загрозливого стану навколишнього середовища. Зокрема, тваринництво спричинює викид значної кількості парникових газів в атмосферу: так за деякими обчисленнями зменшення споживання м'яса до 70 г на тиждень на особу допомогло б заощадити 20 трильйонів доларів, що витрачаються на боротьбу зі зміною клімату. При виробництві одного кілограма яловичини викид CO2 в атмосферу еквівалентний викиду CO2 середньостатистичного європейського автомобіля на кожні 250 км, а кількості енергії, що споживається при цьому, достатньо для роботи однієї 100-ватної лампочки протягом майже 20 діб.
Прихильники екологічного вегетаріанства також звертають увагу на те, що тваринництво — одна з причин зникнення тропічних лісів, ділянки яких перетворюються на пасовища або плантації для вирощування корму худобі (наприклад сої). Більша частина отриманого в такий спосіб м'яса експортується в США і Західну Європу. Стурбованість також викликає використання на тваринницьких фермах Європи та Америки антибіотиків у профілактичних цілях. Це є джерелом забруднення вод, а також причиною виникнення і поширення мікроорганізмів, стійких до дії антибіотиків. Резистентні форми бактерій виявлені на 20 % нідерландських свиноферм, 21 % птахоферм і 3 % корівників. У цій же країні хворі фермери і ветеринари в лікарнях одразу ізолюються від інших пацієнтів.
Оскільки, згідно з правилом екологічної піраміди, на кожен наступний трофічний рівень переходить близько 10 % енергії попереднього, вживання рослинної їжі є більш ощадливим, аніж тваринної. Так вчені з Корнелльського університету підрахували, що якщо б населення штату Нью-Йорк перейшло на вегетаріанську дієту, то штат зміг би забезпечувати продуктами харчування 32 % свого населення, в той час як при сучасній дієті з багатою тваринною їжею він може забезпечувати лише 22 %. Хоча ті ж дослідники відзначають, що оптимальним рішенням з точки зору землекористування була б дієта з невеликою кількістю тваринних продуктів за умови, що худобу випасали б на землях, не придатних для оранки.

### Релігійні причини
Вегетаріанство є частиною релігійних переконань прихильників індуїзму, джайнізму та деяких гілок буддизму і християнства (АСД). Більшість християн практикують піст в певні дні та періоди року. В юдаїзмі та ісламі ставлення до вегетаріанства точно не сформульовано.

## Вегетаріанське харчування і здоров'я

### Дієтична адекватність та достатність вегетаріанського харчування
Dietary Guidelines for Americans, 2010
Американська Асоціація Дієтологів (найбільша в США асоціація експертів харчування, в яку входять понад 72 000 зареєстрованих дієтологів, а також лікарів, науковців, дослідників, фармацевтів та інших професіоналів сфери здоров'я), проаналізувавши близько 200 рецензованих наукових робіт у своєму метадослідженні та у дослідженні спільно з канадською організацією «Дієтологи Канади» (професійна асоціація, яка офіційно представляє позицію дієтологів Канади щодо порад з харчування та здоров'я і налічує близько 6 000 професійних членів) рекомендують правильно збалансоване вегетаріанське харчування як здорове і доцільне для будь-якого періоду життя людини, включаючи вагітність, період годування грудьми, дитячий і пубертатний період та при будь-якому рівні інтенсивності фізичних навантажень.

#### Білок
Рівень споживання білка при дотриманні вегетаріанства, хоча і є трохи меншим, ніж при споживанні м'яса, та може повністю задовольнити всі дієтичні потреби людей, включаючи атлетів та важкоатлетів. Наукові праці співробітників Гарвардського університету, а також дослідження, проведені в США, Великій Британії, Канаді, Австралії, Новій Зеландії та європейських країнах підтвердили, що дотримання вегетаріанства забезпечує достатній рівень споживання білка.
Часто неправильно стверджується, що вегетаріанська дієта не містить достатньої кількості незамінних амінокислот, що входять до складу білків і не синтезуються організмом людини. Наукові дослідження спростували вищезгадані гіпотези та показали, що несуворі вегетаріанці (ово-, лакто- чи ово-лакто- вегетаріанці) можуть повністю забезпечити себе всіма вісьмома незамінними амінокислотами, споживаючи яйця чи молочні продукти, а суворі вегетаріанці — споживаючи сою, конопляне насіння, насіння чіа, зерна щириці, гречку та кіноа.

#### Залізо
Залізо, яке міститься в рослинній їжі, переважно негемове і, відповідно, чутливе до інгібіторів та каталізаторів засвоєння заліза організмом. До інгібіторів належать фітати, кальцій та поліфеноли, що є у чаях, каві та какао. Баластні речовини (целюлоза, лігнін, пектин) лише частково зменшують засвоєння заліза. Деякі техніки приготування їжі, як наприклад, замочування бобових і пророщення зернових і насіння, а також розпушування хліба можуть зменшити рівні фітатів і відповідно підвищити засвоєння заліза організмом. Деякі техніки ферментації, наприклад ті, які використовуються при приготуванні місо та темпе, також сприяють підвищенню засвоювання заліза організмом.
Наукові дослідження довели, що вітамін С та інші органічні кислоти, на які багаті фрукти та овочі можуть істотно підвищувати засвоєння заліза і знижувати інгібіторний ефект фітатів. Варто зазначити, що в зв'язку з меншим рівнем засвоєння заліза, вегетаріанцям рекомендується збільшити його споживання в 1,8 рази в порівнянні з невегетаріанцями.
В той час як більшість наукових досліджень по засвоєнню заліза були короткостроковими, існують наукові докази, що організм людини може адаптуватись до відносно низького рівня засвоєння заліза, зменшуючи втрати та збільшуючи власне рівень засвоєння. Частота захворюваності залізодефіцитною анемією у вегетаріанців є такою ж, як і у невегетаріанців. В той час як у дорослих вегетаріанців спостерігається нижчий рівень запасу заліза, їхні рівні феритину в сироватці крові знаходяться в нормальних межах.

#### Вітамін B12
У рослинній їжі вміст вітаміну B12 в активній формі дуже незначний. Несуворі вегетаріанці (лакто-, ово-, чи лакто-ово вегетаріанці) можуть отримати його у достатній кількості з молочних продуктів чи яєць при їх регулярному вживанні. Суворі вегетаріанці (вегани) повинні їсти продукти, збагачені вітаміном B12 або використовувати відповідні вітамінні добавки. Ферментовані продукти з сої не забезпечують потреби в активній формі цієї сполуки. Загалом, вегетаріанська дієта багата на фолацин (вітамін B9), що може маскувати нестачу вітаміну B12 до моменту настання неврологічних змін. Тому вегетаріанцям і особливо веганам рекомендується перевіряти рівень вітаміну B12 в організмі.

#### Кальцій
Рівень кальцію в організмі несуворих (лакто-, ово-, чи лакто-ово) вегетаріанців є таким самим, або в деяких випадках більшим, ніж в невегетаріанців, в той час як рівень кальцію в організмі веганів є нижчим, ніж у вищезгаданих групах і може бути нижчим за рекомендовані норми. В результаті наукового дослідження «EPIC-Oxford» було виявлено, що ризик перелому кісток був однаковим у невегетаріанців та несуворих вегетаріанців, однак був вищим на 30 % у веганів, що, скоріш за все, пов'язано з недостатнім споживанням веганами кальцію. В цьому випадку веганам рекомендується споживати продукти харчування чи харчові добавки, збагачені кальцієм.

#### Цинк
Як і у випадку заліза, м'ясо є найбагатшим джерелом цинку, а з рослинної їжі він погано всмоктується, цьому також перешкоджають клітковина, фітати і кальцій. Проте більшість вегетаріанців не страждають від дефіциту цинку. Для задоволення добових потреб у цьому елементі рекомендується вживати багато цільних злаків, горіхів, бобових, таких як червона квасоля, коров'ячий горох тощо. Ті, хто включає у свій раціон морепродукти, можуть отримати цинк із крабів, креветок, устриць.

#### ω-3 ненасичені жирні кислоти
Поліненасичені жирні кислоти, зокрема ω-3, мають позитивний вплив на здоров'я, особливо серцево-судинної системи. Найбагатшим джерелом цих сполук є жирна риба, та раціон людей, що вживають її, містить значно більше ω-3 жирних кислот, ніж раціон вегетаріанців. Проте різниця у концентрації ω-3 жирних кислот у крові цих двох груп суттєво нижча, ніж можна було б очікувати. Дослідники припускають, це може бути пов'язано з більш ефективним синтезом ω-3 жирних кислот із рослинних жирів в людей, що не їдять рибу. Для вегетаріанців джерелом ω-3 жирних кислот може бути насіння льону, соя, волоські горіхи, канолова олія.

### Вегетаріанське харчування і хронічні захворювання
Протягом останніх десятиліть наукові дослідження змістилися з перевірки поживності та достатності вегетаріанської дієти в бік з'ясування її користі для здоров'я людини та профілактики захворювань. В результаті виявлено, що у вегетаріанців спостерігається нижчий індекс маси тіла, нижчий кров'яний тиск, а також менша частота хвороб серця, гіпертонії, цукрового діабету 2-го типу, хвороб нирок, метаболічного синдрому, хвороби Альцгеймера й інших захворювань. Встановлено, що споживання червоного м'яса безпосередньо пов'язане з підвищеним ризиком раку стравоходу, печінки, товстого кишечника та легень. Деякі дослідження впливу вегетаріанської дієти на психологічне здоров'я показали нижчі рівні депресії та позитивніше налаштовані психологічні профілі у вегетаріанців (дослідною групою були адвентисти сьомого дня).

#### Хвороби серцево-судинної системи
Великомасштабні наукові дослідження показали, що смертність від ішемічної хвороби серця на 30 % нижча у вегетаріанців-чоловіків та на 20 % нижча у вегетаріанців-жінок, ніж у невегетаріанців. Можливим поясненням такої залежності є нижчий рівень жирів у крові вегетаріанців, у порівнянні з невегетаріанцями. Також важливим чинником є те, що вегетаріанська дієта містить менше холестерину та тваринних білків і більше вуглеводів, клітковини і таких антиоксидантів як вітамін С й Е.
Наукові дослідження також сходяться у висновках щодо зв'язку вегетаріанського харчування та підвищеного артеріального тиску. Виявлено, що частота гіпертензії статистично значимо нижча в вегетаріанців, ніж у невегетаріанців. Можливим поясненням нижчого кров'яного тиску в вегетаріанців є сумарна дія різних корисних сполук, таких як калій, магній, антиоксиданти, харчові жири та волокна, що містяться у рослинних продуктах.

#### Діабет
Дослідження, проведені на великій групі адвентистів сьомого дня, показали, що частота захворювання діабетом істотно нижча в вегетаріанців, ніж у невегетаріанців. Відомо, що ризик діабету 2-го типу є вищим у людей з ожирінням, однак деякі праці вказують на те, що споживання м'яса також є чинником ризику незалежно від стану ожиріння. Особливо небезпечним є регулярне споживання обробленого (наприклад, смаженого) м'яса. При цьому ризик захворювання діабетом зростає на 38—73 %. Окрім цього встановлено, що наявність у дієті великої кількості овочів, цільнозернових, бобових і горіхів істотно знижує ризик захворіти діабетом і покращує глікемічний контроль.

#### Ожиріння
В результаті наукового дослідження великої групи адвентистів сьомого дня, 30 % яких дотримувалися вегетаріанського харчування, встановлено, що індекс маси тіла є нижчим серед вегетаріанців у порівнянні з невегетаріанцями. Аналогічні висновки отримано у праці «Oxford Vegetarian Study». В іншому дослідженні, в якому взяли участь близько 38 000 людей, було встановлено, що індекс маси тіла був найвищим у людей, які споживали м'ясні страви, значно нижчим — у вегетаріанців і найнижчим — у веганів. Також кількість людей з ожирінням була на 70 % нижчою при дотриманні ними вегетаріанського харчування протягом п'яти років. Причинами, які впливають на зменшення індексу маси тіла в вегетаріанців є споживання їжі, що містить значну кількість волокон (фрукти й овочі).

#### Рак
У вегетаріанців спостерігається менша частота захворюваності раком у порівнянні з невегетаріанцями. Вегетаріанська дієта забезпечує організм важливими дієтичними складовими, що можуть зменшувати ймовірність виникнення злоякісних новоутворень. Велика кількість епідеміологічних досліджень сходиться на тому, що регулярне споживання фруктів та овочів зменшує ймовірність деяких видів раку. Фрукти й овочі містять у собі складну суміш фітохімічних речовин, що виступають як активні антиоксиданти з антипроліферативною дією. Згідно звіту «World Cancer Research Fund», споживання фруктів овочів і бобових зменшує ймовірність раку легень, ротової порожнини, стравоходу, шлунку та простати. З іншого боку, споживання червоного чи обробленого м'яса збільшує ймовірність колоректального раку, раку грудей і раку товстої кишки.

## Вегетаріанська кухня
До вегетаріанської кухні відносяться
- Вироби зі свіжих фруктів, овочів і горіхів без обробки: численні салати, фруктові десерти
- Вироби з овочів, круп, грибів з обробкою: всілякі запечені та тушковані страви, фалафель, рисові битки, баклажанна ікра

## Відомі вегетаріанці
Серед вегетаріанців багато відомих вчених, діячів мистецтв, політиків, спортсменів акторів тощо. Зокрема, вегетаріанцями були та є такі люди:

### Музиканти

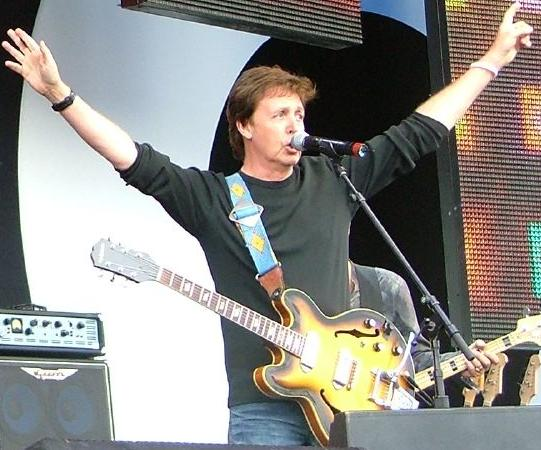
Пол Маккартні

- Джон Колтрейн  [Архівовано 21 жовтня 2010 у Wayback Machine.]
- Джефф Бек  [Архівовано 30 серпня 2010 у Wayback Machine.]
- Джосс Стоун  [Архівовано 4 жовтня 2010 у Wayback Machine.] (англ.)
- Джордж Гаррісон  [Архівовано 28 грудня 2010 у Wayback Machine.]
- Пол Маккартні  [Архівовано 13 травня 2013 у Wayback Machine.]
- Мобі (строгий вегетаріанець)
- Грейс Слік (Jefferson Airplane, Jefferson Starship)  [Архівовано 18 березня 2013 у Wayback Machine.]
- Кріс Мартін  [Архівовано 3 червня 2008 у Wayback Machine.] (англ.)
- Джаред Лето[джерело?]
- Морріссі[81]
- Френк Аїро[82]
- Біллі Айліш[83]

### Актори та телеведучі
- Брижіт Бардо  [Архівовано 7 лютого 2013 у Wayback Machine.]
- Клінт Іствуд (суворий вегетаріанець)[84]
- Наталі Портман[85]
- «Дивний Ел» Янковик (суворий вегетаріанець)[86]
- Рассел Бренд  [Архівовано 27 травня 2015 у WebCite]
- Вуді Гаррельсон  [Архівовано 27 травня 2015 у WebCite]
- Тобі Магуайр  [Архівовано 27 травня 2015 у WebCite]
- Крістен Белл  [Архівовано 26 лютого 2013 у Wayback Machine.] (англ.)
- Деріл Ханна  [Архівовано 27 травня 2015 у WebCite]
- Еллен Дедженерес  [Архівовано 27 травня 2015 у WebCite]
- Олівія Вайлд  [Архівовано 27 травня 2015 у WebCite]
- Алісія Сільверстоун  [Архівовано 27 травня 2015 у WebCite]
- Шанайя Твейн  [Архівовано 27 травня 2015 у WebCite]
- Алісса Мілано  [Архівовано 27 травня 2015 у WebCite]
- Крістіна Епплґейт  [Архівовано 27 травня 2015 у WebCite]
- Кейсі Аффлек  [Архівовано 27 травня 2015 у WebCite]
- Даян Кітон  [Архівовано 27 травня 2015 у WebCite]

### Письменники, вчені, філософи

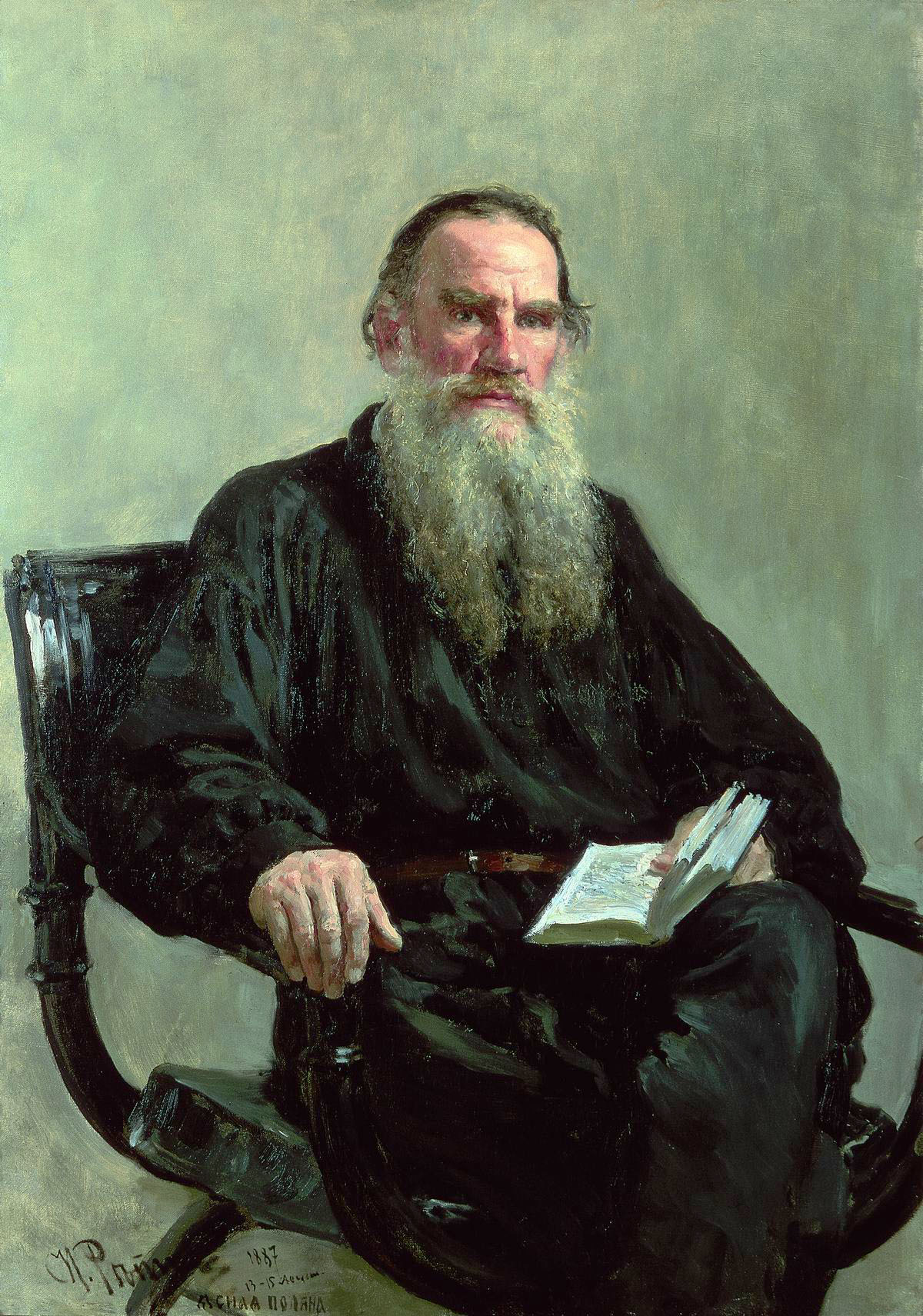
Лев Толстой, портрет Рєпіна (1887)

- Володимир Винниченко [недоступне посилання з червня 2019]
- Нікола Тесла
- Григорій Сковорода [недоступне посилання з червня 2019]
- Франц Кафка  [Архівовано 16 червня 2010 у Wayback Machine.]
- Гесіод [недоступне посилання з червня 2019]
- Плутарх [недоступне посилання з червня 2019]
- Лев Толстой [недоступне посилання з червня 2019]
- Бернард Шоу  [Архівовано 20 грудня 2008 у Wayback Machine.]
- Леонардо да Вінчі  [Архівовано 13 квітня 2011 у Wayback Machine.]
- Піфагор [недоступне посилання з червня 2019]
- Платон [недоступне посилання з червня 2019]
- Будда [недоступне посилання з червня 2019]
- Сенека Анней Луцій [недоступне посилання з червня 2019]
- Овідій [недоступне посилання з червня 2019]
- Тертуліан [недоступне посилання з червня 2019]
- Климент Олександрійський [недоступне посилання з червня 2019]
- Порфирій [недоступне посилання з червня 2019]
- Іван Золотоустий [недоступне посилання з червня 2019]
- Томас Мор [недоступне посилання з червня 2019]
- Мішель де Монтень [недоступне посилання з червня 2019]
- П'єр Гассенді [недоступне посилання з червня 2019]
- Александр Поуп [недоступне посилання з червня 2019]
- Жан-Жак Руссо [недоступне посилання з червня 2019]
- Ісаак Ньютон [недоступне посилання з червня 2019]
- Персі Біші Шеллі [недоступне посилання з червня 2019]
- Альфонс де Ламартін [недоступне посилання з червня 2019]
- Жуль Мішле [недоступне посилання з червня 2019]
- Густав фон Струве[ru] [недоступне посилання з червня 2019]
- Артур Шопенгауер [недоступне посилання з червня 2019]
- Джонатан Сафран Фоер  [Архівовано 3 листопада 2013 у Wayback Machine.]
- Лєсков Микола Семенович
- Герберт Уеллс
- Альберт Ейнштейн
- Френсіс Бекон

### Політичні діячі
- Бенджамін Франклін
- Махатма Ганді
- Адольф Гітлер

### Інші відомі вегетаріанці
- Джейн Гудолл  [Архівовано 27 травня 2015 у WebCite]
- Деніел Брайан
- Сіддгартха Ґаутама
- Заратустра

### Біблійні персонажі
- Каїн
- Іван Хреститель
- Яків Праведний (брат Ісуса)

Всесвітній день вегетаріянства — 1 жовтня
Міжнародний день вегана — 1 листопада